# Arrest Batava/Salomonsky
Het arrest Batava/Salomonsky (HR 18 december 1925, NJ 1926, p. 228) is een uitspraak van de Nederlandse Hoge Raad gewezen op 18 december 1925 in het beroep in cassatie tegen een eerder arrest van het Gerechtshof Arnhem m.b.t. de toenmalige bepalingen art. 1374 en art. 1375 BW (oud).
Daarin werd de partij die weigerde inlichtingen te verstrekken omtrent de reden van een niet verder nakomen van een overeenkomst (niet-nakoming in de hedendaagse terminologie, voorheen: wanprestatie) om die reden in het ongelijk gesteld.
Het ging daarbij om de houding van de Batava Margarinefabrieken NV te Nijmegen, 'de eisen van een goede procesorde' en de verdeling van de processuele stelplicht en bewijslast.

## Casus
De heer Walde Salomonsky (1845-1932) genoot als voormalig bestuurder van het bedrijf Batava Margarinefabrieken NV, een naamloze vennootschap, op grond van een schriftelijk gedane toezegging sinds zijn ontslag op 28 juni 1920 levenslang een jaarlijkse toelage van 6000,= gulden, mits hij naar het oordeel van de raad van commissarissen van de vennootschap de belangen van dat bedrijf niet zou schaden. Elk kwartaal zou hij een kwart van dat bedrag ontvangen.
Sinds september 1923 werd deze periodieke betaling van die toelage echter gestaakt. De opgegeven reden luidde dat hij volgens een beoordeling op 18 mei 1923 door de raad van commissarissen de belangen van het bedrijf zou hebben 'geschaad'.
Salomonsky stelde dat zijn jaarlijkse toelage ten onrechte werd gestopt. Batava stelde slechts dat de raad van commissarissen had geoordeeld dat hij de belangen van Batava wel degelijk had geschaad. De feiten op grond waarvan de raad tot dit oordeel was gekomen, zouden niet ter zake doen: beslissend was dat het oordeel te goeder trouw gegeven zou zijn. De bewijslast van het niet te goeder trouw zijn van dit oordeel zou op Salomonsky rusten.
Alsmaar was niet concréét gesteld door welk doen of nalaten dat Salomonsky concreet verweten werd dan wel dat Salomonsky daadwerkelijk belangen van het bedrijf zou hebben geschaad en waardoor dan een hem treffende, door Batava ingeroepen 'ontbindende voorwaarde' zou zijn ingetreden.
Zolang aan Salomonsky niet nader was meegedeeld wàt hem verweten werd, waaruit dat ingeroepen "schaden van vennootschappelijke belangen" zou hebben bestaan, kon hij dat uiteraard niet (inhoudelijk) betwisten.

## Relevante wetsartikelen
- Het BW uit 1838 legde in artikel 1374 lid 1, in het voetspoor van artikel 1134 van de Franse Code civil, een belangrijk beginsel van het overeenkomstenrecht vast: ‘Alle wettiglijk gemaakte overeenkomsten strekken dengenen die dezelve hebben aangegaan tot wet’ (ook bekend uit de Latijnse rechtsspreuk Pacta servanda sunt). Sinds 1992 is deze bepaling vervangen door artikel 6:248 lid 1 NBW.
- Artikel 1374 lid 3 BW (oud) bepaalde dat een overeenkomst te goeder trouw ten uitvoer moest worden gelegd.
- Artikel 1375 BW (oud) bepaalde: ‘Overeenkomsten verbinden niet alleen tot datgene hetwelke uitdrukkelijk bij dezelve bepaald is, maar ook al hetgeen dat, naar de aard van dezelve overeenkomsten, door de billijkheid, het gebruik of de wet, wordt gevorderd.’

## Rechtbank
Als verweerder in deze daarop door Salomonsky aangespannen civiele zaak ontkende Batava het bestaan van een tot nakoming strekkende verbintenis en weigerde het bedrijf vervolgens ook processueel nog steeds de redenen van dat besluit van de raad van commissarissen toe te lichten. Daarbij werd gesteld dat juist Salomonsky als eiser dat 'negatief feit' zou dienen te stellen en vervolgens zelf diende te bewijzen dat hij de belangen van Batava 'niet' zou hebben geschaad.
Met die vondst maakte Batava het als gedaagde aan de rechter onmogelijk inhoudelijk over de zaak te oordelen, door zelf alsmaar geen nadere mededelingen te doen over de reden van de stopzetting.
De Rechtbank oordeelde over de zaak op 22 mei 1924 en meende dat er geen verbintenis bestond en ook dat Salomonsky de kwade trouw aan de zijde van commissarissen van Batava diende te bewijzen, hetgeen hij echter niet kon. Uit de verklaring in verband met Salomonsky's aanvraag om ontslag in 1920 volgde, dat partijen waren overeengekomen, dat aan Salomonsky ontslag werd verleend en de toelage werd gehandhaafd onder het betreffend voorbehoud. De rechtbank was van oordeel dat de strekking van het voorbehoud was dat Salomonsky zich onderwierp aan het oordeel van de raad van commissarissen, dat Salomonsky had moeten aantonen, dat hij na zijn ontslag de belangen van Batava noch direct noch indirect had geschaad, waaruit dan zou kunnen worden afgeleid, dat het besluit van commissarissen niet te goeder trouw zou zijn genomen. Omdat Salomonsky dit niet had bewezen, noch bewijs ervan had aangeboden werd de door hem ingestelde vordering tot doorbetaling afgewezen.

## Gerechtshof
Het Gerechtshof te Arnhem oordeelde in hoger beroep over de zaak op 17 februari 1925. Naar het oordeel van het Hof betrof de schriftelijke toezegging van een periodiek uit te keren toelage wel degelijk een overeenkomst waarvan door Salomonsky van Batava nakoming kon worden verlangd. De voorwaarde dat Salomonsky de belangen van het bedrijf niet zou mogen schaden, met die toevoeging „zulks ter beoordeeling van den Raad van Commissarissen", kon hem niet rechteloos maken. Batava kon niet volstaan met slechts de mededeling dat commissarissen hadden uitgemaakt dat hij de belangen der maatschappij had geschaad, met onthouding aan de rechter van de "kennis der feiten" waarop dat oordeel van commissarissen dan steunde: de rechter moest kunnen beoordelen of die beslissing "voldeed aan de eisen der goede trouw". Het Hof oordeelde dat Batava de stellingen van Salomonsky onvoldoende gemotiveerd had weersproken. Daarbij werd de betwistingslast betrokken op de verhouding tussen gedaagde en de rechter. Overwogen werd ook dat die clausule omtrent het beslissend oordeel van de raad van commissarissen te goeder trouw diende te worden uitgevoerd, d.w.z. "naar redelijkheid en billijkheid (...), zooals van te goeder trouw handelende personen mocht worden verwacht".
Het Hof overwoog dat het voor de rechter mogelijk moest zijn te beoordelen, of de raad van commissarissen al dan niet te goeder trouw was geweest bij het geven van die beslissing, en of die beslissing zelf, wat betreft behandeling en inhoud, voldeed aan de eis van redelijkheid en billijkheid. Door aan de rechter de "kennis der feiten" te onthouden, waarop het oordeel van commissarissen zou zijn gegrond, had het de rechter onmogelijk gemaakt te beoordelen of aan het bepaalde in de artikelen 1374 en 1375 BW was voldaan. Daardoor was de bewering van Batava, dat de ontbindende voorwaarde vervuld zou, onvoldoende gemotiveerd en het door Salomonsky gestelde onvoldoende weersproken. Salomonsky werd alsnog in het gelijk gesteld en het vonnis van de rechtbank werd vernietigd.

## Hoge Raad
Het door Batava daartegen ingesteld cassatieberoep bleek vergeefs: de Hoge Raad oordeelde dat het Hof terecht geen verder bewijs had verlangd van een bewering, die Batava onvoldoende had weersproken.